# Хаджі Зека
Хаджі Зека (алб. Haxhi Zeka; 20 грудня 1832 — 21 лютого 1902) — діяч національно-визвольного руху Албанії, лідер албанської національного руху кінця XIX — початку XX століть, борець і організатор народних повстань в Косово.

## Біографія
Народився у с. Шошанна (нині громада Маргегай округу Тропоя області Кукес. Став муллою.
Один з організаторів і член Центрального комітету Прізренської ліги, активний борець за автономію Албанії та захист її територіальної цілісності, командував її збройними силами, які відбивали каральний похід проти Дьякова маршала турецької армії Мехмеда Алі-паші, брав участь і в інших великих боях, так навесні 1881 року брав участь у боях проти османської армії.
Був одним з організаторів повстання косовських албанців 1883—1885 років проти економічного і політичного насильства османських правителів. Під керівництвом Хаджі Зеки і Байрама Цуррі повстання, охопило великі регіони Косово.
Після придушення повстання Хаджі Зека не припинив своєї діяльності з пропаганди ідей албанської автономії. Тому його виманили до Стамбулу, де і утримували під арештом до 1896 року.
З лютого 1897 року у патріотичних колах Дьякова і Пейї зародилася ідея, яка стала поширюватися по всьому Косово, а саме створення союзу міст на підтримку цілісності населених албанцями районів. Ініціатива отримала назву «Беслізья Шкиптар» («Албанська союз, скріплений клятвою вірності»). На чолі комітету, який керував діяльністю союзу, встав Хаджі Зека.
23—29 січня 1899 року у Печї відбулися збори, на якому були присутні близько 500 представників міської еліти, ремісників, торговців і сільського населення Косівського та інших вілайєтів. На ньому було прийнято рішення про утворення Албанської ліги, керівний комітет якої очолив Хаджі Зека.
21 лютого 1902 року Хаджі Зека був убитий сербським агентом османської влади.